# Liste von Terroranschlägen im Tschad
Die Liste von Terroranschlägen im Tschad beinhaltet eine Übersicht über im Tschad geschehene Terroranschläge.

## Erläuterung
In der Spalte Politische Ausrichtung ist die politische bzw. weltanschauliche Einordnung der Täter angegeben: faschistisch, rassistisch, nationalistisch, nationalsozialistisch, sozialistisch, kommunistisch, antiimperialistisch, islamistisch (schiitisch, sunnitisch, deobandisch, salafistisch, wahhabitisch), hinduistisch. Bei vorrangig auf staatliche Unabhängigkeit oder Autonomie zielender Ausrichtung ist autonomistisch vorangestellt, gefolgt von der Region oder der Volksgruppe und ggf. weiteren Merkmalen der Täter: armenisch, irisch (katholisch), kurdisch, tirolisch, tschetschenisch, dagestanisch, punjabisch (sikhistisch), palästinensisch.
Die Opferzahlen der Anschläge werden farbig dargestellt:

Die Zahl bei den Anschlägen getöteter/verletzter Täter ist in Klammern ( ) gesetzt.

## 1984–2009
| Datum/Beginn      | Ort       | Artikel/Quelle(n) | Täter                | Politische Ausrichtung | Mittel                      | Ziel                 | Tote | Verletzte | Hintergrund                     |
| ----------------- | --------- | ----------------- | -------------------- | ---------------------- | --------------------------- | -------------------- | ---- | --------- | ------------------------------- |
| 10. März 1984     | N’Djamena | [ 1 ]             | Idriss Miskine Group |                        | Sprengstoff                 | Flugzeug             | 0    | 25        |                                 |
| 13. Oktober 1991  | N’Djamena | [ 2 ]             | Putschisten          |                        | Automatische Schusswaffe(n) | Rüstungsdepot        | 40   | 0         |                                 |
| 12. Juli 1999     | Tibesti   | [ 3 ]             | MDJT                 |                        |                             | Soldaten             | 77   |           |                                 |
| 25. November 2006 | Wadai     | [ 4 ]             | UFDD                 |                        | Schusswaffen                | Soldaten, Zivilisten | 40   | 0         | Bürgerkrieg im Tschad 2005–2010 |
| 17. Dezember 2006 | Guéra     | [ 5 ]             |                      |                        | Schusswaffen                | Soldaten, Zivilisten | 23   | 0         | Bürgerkrieg im Tschad 2005–2010 |
| 01. Februar 2007  | Adré      | [ 6 ]             |                      |                        | Schusswaffen                | Zivilisten, Soldaten | 32   | 70        | Bürgerkrieg im Tschad 2005–2010 |
| 19. Februar 2007  | Fada      | [ 7 ]             | UFDD                 |                        |                             | Zivilisten           | 63   | 45        | Bürgerkrieg im Tschad 2005–2010 |
| 02. Februar 2008  | N’Djamena | [ 8 ]             | Rebellen             |                        | Automatische Schusswaffen   | Soldaten, Zivilisten | 160  | 1000+     | Bürgerkrieg im Tschad 2005–2010 |

## Seit 2010
| Datum/Beginn      | Ort           | Artikel/Quelle(n)    | Täter                 | Politische Ausrichtung     | Mittel                                          | Ziel                                  | Tote    | Verletzte | Hintergrund         |
| ----------------- | ------------- | -------------------- | --------------------- | -------------------------- | ----------------------------------------------- | ------------------------------------- | ------- | --------- | ------------------- |
| 15. Juni 2015     | N’Djamena     | [ 9 ] [ 10 ]         | Boko Haram            | wahhabitisch, islamistisch | 4 Selbstmordattentäter                          | Polizeihauptquartier, Polizeiakademie | 33 (+4) | 101       | Boko-Haram-Konflikt |
| 11. Juli 2015     | N’Djamena     | [ 11 ]               | Boko Haram            | wahhabitisch, islamistisch | Selbstmordattentäter                            | Markt                                 | 15 (+1) | 80        | Boko-Haram-Konflikt |
| 10. Oktober 2015  | Baga Sola     | [ 12 ] [ 13 ]        | Boko Haram            | wahhabitisch, islamistisch | 5 Selbstmordattentäter                          | Flüchtlingslager, Fischmarkt          | 33 (+5) | 52        | Boko-Haram-Konflikt |
| 05. Dezember 2015 | Tschadsee     | [ 14 ] [ 15 ] [ 16 ] | Boko Haram            | wahhabitisch, islamistisch | 4 Selbstmordattentäter                          | Markt                                 | 15 (+4) | 130       | Boko-Haram-Konflikt |
| 31. Januar 2016   | Lac           | [ 17 ] [ 18 ]        | Boko Haram            | wahhabitisch, islamistisch | 3 Selbstmordattentäter, einer mit Motorradbombe | Märkte                                | 4 (+3)  | 56        | Boko-Haram-Konflikt |
| 22. März 2019     | Lac           | [ 19 ] [ 20 ]        | Boko Haram            | wahhabitisch, islamistisch | Schusswaffen                                    | Militärstützpunkt, Soldaten           | 23      |           | Boko-Haram-Konflikt |
| 23. März 2020     | Lac (Provinz) | [ 21 ] [ 22 ]        | Boko Haram            | wahhabitisch, islamistisch | Brandstiftung                                   | Militärstützpunkt, Soldaten           | 98      | 41        | Boko-Haram-Konflikt |
| 05. August 2021   | Tschadsee     | [ 23 ]               | vermutlich Boko Haram | wahhabitisch, islamistisch |                                                 | Tschadische Soldaten                  | 26      | 14        | Boko-Haram-Konflikt |
| 27. Oktober 2024  | Lac           | [ 24 ]               | Boko Haram            | wahhabitisch, islamistisch | Brandstiftung                                   | Militärstützpunkt                     | 40      |           | Boko-Haram-Konflikt |